# Anna Kołcz
Anna Marta Kołcz-Trzęsicka – polska fizjoterapeuta, doktor habilitowany nauk medycznych i nauk o zdrowiu.

## Życiorys
W 2000 r. ukończyła studia fizjoterapii w Akademii Wychowania Fizycznego we Wrocławiu, w  2004 r. obroniła pracę doktorską pt. Czynniki społeczno-ekonomiczne oraz wybrane elementy stylu życia rodzin wiejskich Zagłębia Miedziowego a rozwój somatyczny i sprawność fizyczna ich potomstwa, której promotorem była prof. Zofia Ignasiak, w 2022 r. habilitowała się na podstawie pracy zatytułowanej Zaburzenia funkcji układu mięśniowo-szkieletowego i składu masy ciała, jako istotny problem zdrowotny związany z pracą - metody mające zastosowanie w procesie oceny ryzyka zawodowego, na przykładzie grupy zawodowej pielęgniarek.
Została pracownikiem naukowym na Uniwersytecie Medycznym im. Piastów Śląskich we Wrocławiu, w Wyższej Szkole Humanistycznej we Wrocławiu, oraz w Państwowej Medycznej Wyższej Szkole Zawodowej w Opolu.